# Woodstock (Alabama)
Woodstock è un comune degli Stati Uniti d'America situato nella contea di Bibb e, nella sua estensione a nordovest, in minima parte nella contea di Tuscaloosa, nello Stato dell'Alabama.
Dall'ottobre del 2000 è un comune con lo status di town. Il nome è stato adottato dopo un referendum tenutosi nell'agosto del 2000, nel quale è stato preferito il nome dell'unincorporated community di Woodstock a quello di North Bibb, che talvolta è ancora usato per indicare questa località.
La parte di Woodstock nella contea di Bibb è compresa nell'area metropolitana di Birmingham, mentre la porzione che si estende nella contea di Tuscaloosa fa parte dell'area metropolitana di Tuscaloosa.

## Geografia fisica
Secondo il U.S. Census Bureau, la città ha una superficie totale di 18,7 km², di cui 18,3 km² è costituita da terraferma e 0,4 km² di acque interne (2,11% del totale).